# 瀘州雲龍空港
瀘州雲龍空港（簡体字中国語: 泸州云龙机场）は、中華人民共和国四川省瀘州市に位置する空港。2018年9月10日に開港した。空港コードは2017年10月に民間空港としては閉鎖した同じ瀘州市の瀘州藍田空港を引き継いでいる。

## 就航航空会社
- 中国東方航空
- 中国南方航空
- 天津航空
- 厦門航空

## 参照
1. ↑  泸州云龙机场通过行业验收 有望9月10日通航--四川频道--人民网